# Ốc cối vàng chanh
Ốc cối vàng chanh (Danh pháp khoa học: Turbinella pyrum) là một loài ốc biển trong họ Turbinellidae.

## Đặc điểm

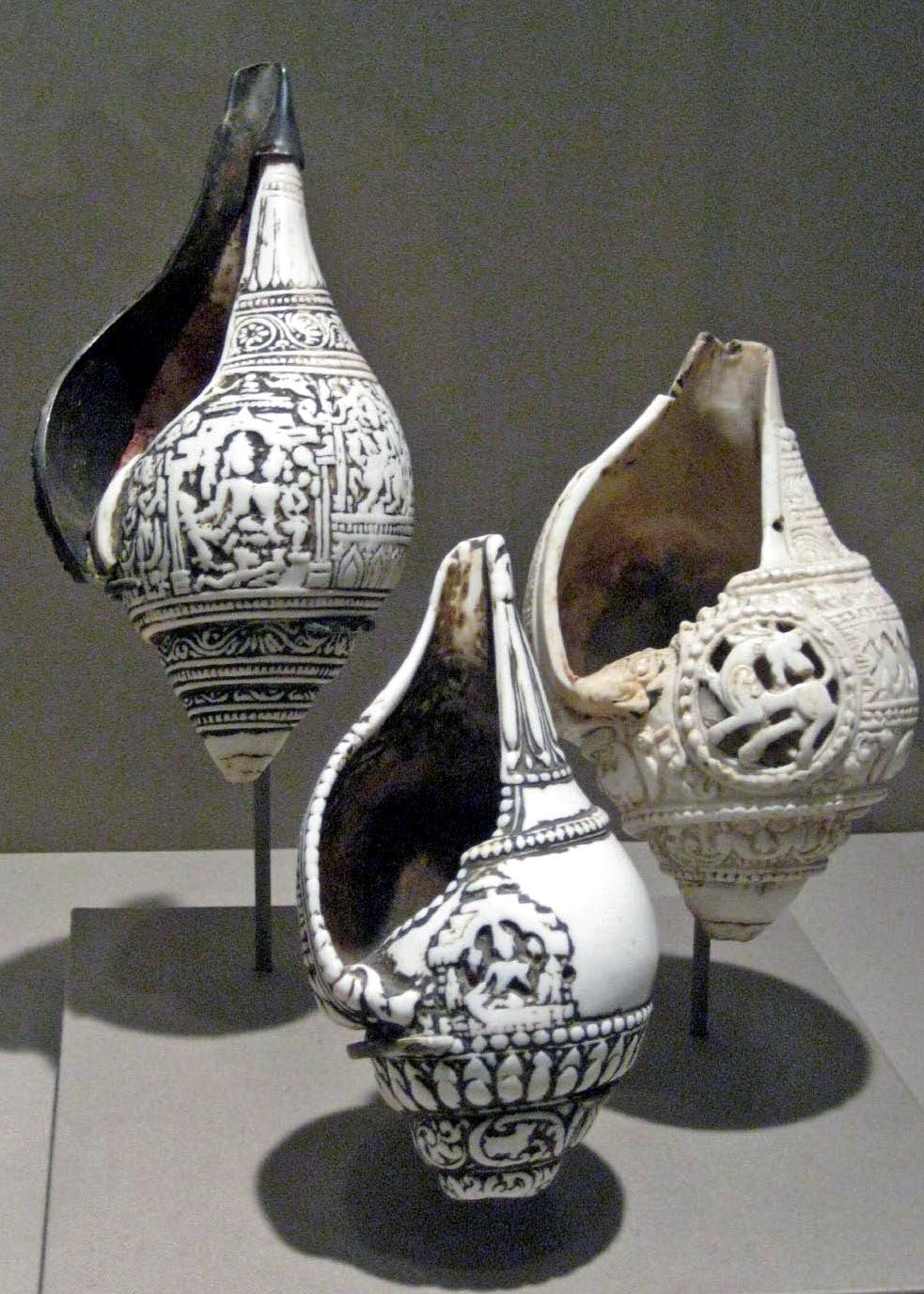
Ba chiếc vỏ ốc T. pyrum được khảm khắc mỹ nghệ từ thế kỷ XI tại Ấn Đô.

Kích cỡ từ 60–130 mm. Chúng có vỏ lớn, dày với miệng dài và rộng. Có một màu vàng chanh, bên trong miệng có màu vàng. Ốc có đường xoắn ốc. Khi còn sống ốc có nhiều rong riêu như những sợi tóc bám vào để ngụy trang. Chúng sống ở vùng nước nông, đáy bùn cát và những bụi san hô dưới đá. Ốc dùng làm trang trí, sưu tầm.